# Bihari Napló
Bihari Napló is een dagblad in de Hongaarse taal dat verschijnt in de Roemeense regio Bihor. De redactie zetelt in de stad Oradea (Hongaars: Nagyvárad).
De voorloper van de krant verscheen in 1946 voor het eerst onder de naam Fáklya (Fakkel) in het communistische Roemenië. Op 4 januari 1990 verscheen Fáklya niet meer, maar er werd onder de nieuwe naam een frisse start gemaakt.